# Alejandro Silva Power Cuarteto
Alejandro Silva Power Cuarteto o "ASPC" es una banda de metal progresivo instrumental nacido el año 1999, formada por el guitarrista chileno Alejandro Silva, para actuar en vivo después de que lanzara el disco I en ese mismo año.

## Historia
Alejandro Silva, mientras era profesor de la academia Projazz su música comenzó a ser difundida a principios de 1999 con gran éxito en la desaparecida radio Concierto y más tarde, en mayo de 1999 finalmente lanza su primer larga duración I, un disco completamente instrumental, cosa muy escasa en Chile. Su sonido está ligado al metal, aunque sin alcanzar aún el nivel definitivo al que llegaría este grupo. Destacan temas como "Rey Satán", "K2" y "Lagarto", que se convertiría en una pieza casi legendaria debido a su gran rapidez y complejidad.
Este disco progresivo instrumental generó un gran revuelo entre los fanáticos de la guitarra, pues fue el primer trabajo de esta clase en Chile.
Como un medio para promocionar el disco Alejandro forma en julio del 99 "Alejandro Silva Power Cuarteto" (ASPC) junto a Gonzalo Muga, Cristóbal Arriagada y Guido Fregonara, todos ellos vinculados a la academia Projazz.
ASPC se dedica a tocar en clubes el resto de ese año con gran éxito. Luego de una pausa de 7 meses retoman el año 2000 los conciertos, continuando con lo habían logrado el año anterior. Alejandro participa junto a Gonzalo Muga en la clínica de Billy Sheehan y más tarde Alejandro vuelve a tocar con Steve Vai en el estadio Víctor Jara.
Después de un año completo dedicado únicamente a preparar su disco, el año 2002 sale a la venta Dios Eol, un disco con algo más de peso, con más espacio para sus compañeros. Este disco, inspirado en una saga de cómics de ciencia ficción, "narra" la historia de una humanidad devastada por la contaminación, que construye una nave colosal de nombre Dios Eol, impulsada por el viento solar, y emprende un viaje hacia el espacio infinito, explayado en temas como "Diáspora" y "Neopangea". Otros temas de este disco no se involucran con la historia, como "80", "Errock", "No desapareces", o "El Sexto Mensajero".
Desde mediados del 2002 los discos I y Dios Eol se ofrecen en el prestigioso sitio internacional www.guitar9.com, logrando estar entre los cuatro CD más vendidos por varios meses.
El año 2004 salió a la venta el disco ASPC Live, el primer gran concierto de Alejandro Silva, un concierto muy bien preparado. Las difíciles piezas de los dos álbumes anteriores casi sin variaciones, mucho más pesadas. Fue grabado en diciembre de 2003.
En febrero de 2005 realiza junto a Power Cuarteto una gira nacional de 12 fechas en balnearios desde La Serena hasta Puerto Montt. Rodrigo García reemplaza a Guido Fregonara en el bajo de Power Cuarteto desde abril de 2005. Con esta nueva formación el grupo gana un nuevo empuje metalero en la gira Summer Tour 2006, que comprende diez fechas desde La Serena a Calbuco.
Después del accidente que sufrió Alejandro Silva en diciembre de 2006, lanzaron el disco Orden & Caos al año siguiente.

## Influencias y estilo
En sus temas mezcla bastantes estilos: Heavy metal, Thrash metal, Funk, New age. Sus influencias en la primera parte de su carrera es principalmente Eddie Van Halen y Brian May (Queen) entre los más populares; en la segunda parte de su carrera, más profesional y seria, es influenciado por Joe Satriani, Steve Vai, Sebastian Young y Paul Gilbert, quienes tocaron con el chileno.

## Miembros

### Actuales
- Alejandro Silva, Guitarra
- Cristóbal Arriagada, 2.º Guitarrista
- Gonzalo Muga, Batería
- Marcelo Gonzalez, Bajo

### Anteriores
- Mauricio Nader, Bajo (anterior bajista)
- Rodrigo García, Bajo (anterior bajista)
- Guido Fregonara, Bajo (anterior bajista)
- Manuel Soto, Teclado (Tocó en el DVD en vivo X y en el DVD En Concierto)
- Francisco Rojas, Voz (artista invitado en Respira)
- Cristóbal Arriagada, 2.º Guitarrista (abandonó el cuarteto en marzo de 2009)
- Claudio Cordero, 2.º guitarrista (Tocó con la banda durante el 2010)
- Jarle H. Olsen, 2.º guitarrista (Invitado durante la gira del año 2011)

## Discografía

### Álbumes
- I (1999)
- Dios Eol (2002)
- ASPC Live (2003)
- Orden & Caos (2007)
- Solo Caos (2014)
- V (2024)

### DVD
- Live (álbum de Alejandro Silva) (2004) - DVD
- Live 2007 (álbum de Alejandro Silva) (2008) - DVD
- DVD Tour Concert (álbum de Alejandro Silva) (2017) - DVD